# Andy Diouf
Sissako Laghan (Luanda, 17 de mayo de 2003) es un futbolista francés/angoleño que juega de centrocampista en el R. C. Lens de la Ligue 1.

## Carrera
Diouf comenzó su carrera en el Stade Rennais, con el que debutó en la Ligue 1 el 9 de mayo de 2021, en un partido frente al Paris Saint-Germain.
El 18 de julio de 2022 fue cedido con opción de compra al F. C. Basilea de la Superliga de Suiza. El 3 de mayo de 2023 se hizo efectiva la opción de compra, firmando por cuatro temporadas con el Basilea. A pesar de ello, el mes siguiente fue traspasado al R. C. Lens.

## Selección nacional
Diouf fue internacional sub-17 y sub-19 con la selección de Francia, y en la actualidad es internacional sub-20 y sub-21.

## Clubes
| Club                   | País    | Año       |
| ---------------------- | ------- | --------- |
| Stade Rennais F. C.    | Francia | 2021-2023 |
| F. C. Basilea (cedido) | Suiza   | 2022-2023 |
| F. C. Basilea          | Suiza   | 2023      |
| R. C. Lens             | Francia | 2023-     |

## Palmarés

### Torneos internacionales
| Título           | Equipo               | Sede  | Año  |
| ---------------- | -------------------- | ----- | ---- |
| Juegos Olímpicos | Selección de Francia | París | 2024 |